# テレビとはあついものなり〜放送70年TV創世記〜
『テレビとはあついものなり〜放送70年TV創世記〜』（テレビとはあついものなり〜ほうそう70ねんテレビそうせいき〜）は、NHK総合テレビジョンで2023年3月21日 21時45分 - 22時58分に放送されたテレビ番組。
日本でのテレビ放送70周年の記念番組であり、ドキュメンタリーパートとドラマパートで構成された。

## キャスト

### ドラマ

#### NHK
宮田輝
演 - 三浦貴大
アナウンサー。
高橋圭三
演 - 塚本高史
アナウンサー。
宮川三雄
演 - 大倉孝二
テレビ実験班長。アナウンサー。
飯田次男
演 - 岩谷健司
テレビ実験班に所属するスポーツアナウンサー。
田辺正晴
演 - 中村靖日
テレビ実験班に所属するスポーツアナウンサー。
今福祝
演 - 浜野謙太
テレビニュース担当アナウンサー。
後藤美代子
演 - 藤野涼子
新人アナウンサー。
カメラの源さん
演 - 螢雪次朗
美術のヒロミさん
演 - 深沢敦

#### その他
小峯
演 - 野間口徹
歌番組の出演者
演 - 間寛平
実験放送の演歌歌手
演 - 坂本冬美

### スタジオ出演
- 黒柳徹子[4]
- 太田光[4]
- 指原莉乃[4]
- 佐久間宣行[4]

ほか